# Proces endoterm
În termochimie un proces endoterm sau proces endotermic (din greacă ἔνδον (endon = intern) și θερμ- (term- = cald) este un proces termodinamic cu creșterea entalpiei H (sau a energiei interne U) a sistemului. De obicei într-un astfel de proces un sistem închis absoarbe energie termică din mediul înconjurător sub forma căldurii transferate sistemului. Astfel, o reacție endotermă duce în general la o creștere a temperaturii sistemului și la o scădere a celei din jur. Poate fi un proces chimic, cum ar fi dizolvarea azotatului de amoniu ({\displaystyle {\ce {NH4NO3}}}) în apă ({\displaystyle {\ce {H2O}}}), sau un proces fizic, cum ar fi topirea unor cuburi de gheață.
Termenul a fost introdus de chimistul francez din secolul al XIX-lea Marcellin Berthelot. Opusul unui proces endoterm este un proces exoterm, unul care eliberează energie, de obicei sub formă de căldură și uneori sub formă de energie electrică. Astfel, în fiecare termen (endoterm și exoterm) prefixul se referă la locul unde se duce căldura (sau energia electrică) pe măsură ce are loc procesul.

## În chimie
Datorită ruperii și formării legăturilor în timpul diferitelor procese (modificări de stare, reacții chimice), de obicei există un schimb de energie. Dacă energia legăturilor care se formează este mai mare decât energia legăturilor rupte, atunci se eliberează energie. Aceasta este cunoscută ca o reacție exotermă. Invers, dacă este nevoie de mai multă energie pentru a rupe legăturile decât energia eliberată, energia este absorbită. Prin urmare, este o reacție endotermă.

## Detalii
Apariția spontană a unui proces nu depinde doar de modificarea entalpiei, ci și de modificarea entropiei (∆S) și a temperaturii T. Dacă un proces este spontan la o anumită temperatură, produsele au o energie liberă Gibbs G = H – TS mai mică decât reactanții (un proces în care exergia scade), chiar dacă entalpia produselor este mai mare. Astfel, un proces endoterm necesită de obicei o creștere a entropiei (∆S > 0) în sistem care depășește creșterea defavorabilă a entalpiei, astfel încât să existe ∆G < 0. În timp ce transformările de fază endoterme la stări mai dezordonate (de entropie mai mare), de exemplu topirea și vaporizarea, sunt frecvente, procesele chimice spontane la temperaturi moderate sunt rareori endoterme. Creșterea entalpiei ∆H ≫ 0 într-un proces ipotetic puternic endoterm are ca rezultat de obicei ∆G = ∆H – T∆S > 0, ceea ce înseamnă că procesul nu va avea loc (cu excepția cazului în care este produs de energia electronilor sau a fotonilor). Un exemplu de proces endoterm în care exergia scade este:
{\displaystyle {\ce {C6H12O6 + 6 H2O -> 12 H2 + 6 CO2}}}
{\displaystyle \Delta _{r}H^{\circ }=+627\ {\text{kJ/mol}},\quad \Delta _{r}G^{\circ }=-31\ {\text{kJ/mol}}.}

## Exemple de procese endoterme
- Evaporarea
- Sublimarea
- Cracarea alcanilor
- Termoliza
- Hidroliza
- Nucleosinteza elementelor mai grele ca nichellul în miezul stelelor
- Neutronii de înaltă energie pot produce tritiu din litiu-7 într-un proces endoterm, consumând 2,466 MeV. Acest lucru a fost descoperit când testul nuclear Castle Bravo din 1954 a eliberat o energie neașteptat de mare.[5]
- Fuziunea nucleară a elementelor mai grele decât fierul în supernove[6]
- Dizolvarea împreună a hidroxidului de bariu și a clorurii de amoniu
- Dizolvarea împreună a acidului citric și a bicarbonatului de sodiu[7]